# CROWD
CROWD（クラウド）は株式会社エスアイエスプランニングのアダルトゲームブランドである。主人公の男性が女性になってしまうゲーム「Xchange」シリーズで知られる。
2013年以降は、同じ会社が運営するAnimに制作の主体が移行した。

## 作品一覧
- 復讐
  - 復讐 〜陵辱の刃〜
- Xchange
  - Xchange2
  - Xchange3
  - XChangeR（音声、シナリオ、キャラクター追加）
  - XChange2R（音声、シナリオ、キャラクター追加）
  - Yin-Yang! X Change Alternative
  - X Change Alternative2
  - Yin-Yang! X Change EX
- 狂＊師 〜ねらわれた制服〜
- ときめきCheckin!
- 同心 〜三姉妹のエチュード〜
- Brave Soul
- CROWD FAN BOX ぷらす miss you
- オブリガート
- 終わりなきメイド達の夜
- How to ふぅどる ヘルス編
- 平成粘菌劇場えろ茸
- くのいちばんっ!見習い くのいち忍法帳
- 育ててみりゅ? 〜ぼくとリリスのちょっとふしぎな物語〜
- ふぅどるvイキた～い! 〜裸エプロンキャバ嬢マミ〜（「ぷちCROWD」名義で発売）
- 世界征服するための3つの方法
- ふたりはマイエンジェル☆
- Yin-Yang! X Change EX 僕の先生がこんなに女なわけがない

## 主なスタッフ
原画
- 赤﨑やすま

シナリオ
- 騎西ソアラ
- 八雲意宇

## 他のエスアイエスプランニングのブランド
Anim、emuは記事内を参照
Berkana（ベルカナ）
- 鬼魂 〜おにたま〜
- ラストソング
- moire

ふぇちっしゅ
2006年2月17日発売『ふぇちパック』をもって活動休止。
- シスターマリヤの桃色聖歌
- 双子新妻はるかとせつなの桃色新婚生活
- 巨乳ナースあゆみの桃色看護
- ふぇちパック
  - 復刻版シスターマリヤの桃色聖歌
  - 復刻版双子新妻はるかとせつなの桃色新婚生活
  - 復刻版巨乳ナースあゆみの桃色看護

CLIP☆CRAFT（クリップクラフト）
- 恋めくりクローバー
- ユニオリズム・カルテット